# Cruz de Santa Ninó

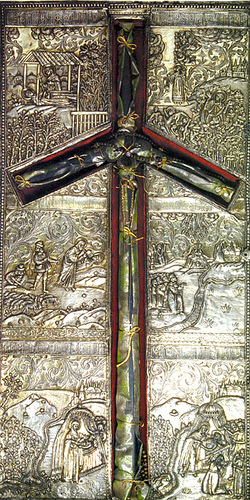
Cruz de santa Ninó en un relicario que muestra las escenas de la vida de esa santa.

La cruz de Santa Ninó o cruz de Santa Nina, también conocida como cruz georgiana o cruz de sarmiento de uva, es una cruz latina con los brazos horizontales ligeramente inclinados hacia abajo. Es el símbolo representativo de la Iglesia ortodoxa georgiana, una de las más antiguas iglesias ortodoxas y una de las quince autocéfalas.

## Historia
El origen de esta cruz se remonta al siglo IV, pues fue usada durante la predicación de santa Nina (o santa Ninó) una mujer capadocia que se entregó a la evangelización del territorio de la actual Georgia. La leyenda cuenta que la santa soñó con la Virgen María, quien le entregaba una cruz hecha de dos sarmientos de vid, lo que avivó el deseo de la santa para ir a evangelizar Iberia (que era el nombre que recibía Georgia en la antigüedad), por lo que formó la soñada cruz uniendo los sarmientos con su propio cabello.